# Schönau (Rhein-Neckar)
Pour les articles homonymes, voir Schönau.
Schönau est une ville de Bade-Wurtemberg (Allemagne), située dans l'arrondissement de Rhin-Neckar, dans l'aire urbaine Rhin-Neckar, dans le district de Karlsruhe.